# Thecla longuloides
Thecla longuloides är en fjärilsart som beskrevs av Clench 1945. Thecla longuloides ingår i släktet Thecla och familjen juvelvingar. Inga underarter finns listade i Catalogue of Life.